# Wanheimerort
Wanheimerort ist ein Stadtteil von Duisburg im Stadtbezirk Mitte mit 18.301 Einwohnern (Stand: 31. Dezember 2023).

## Lage
Wanheimerort liegt südlich der Duisburger Innenstadt. Im Norden liegt der Stadtteil Hochfeld. Im Osten befindet sich der südliche Teil des Stadtteils Neudorf mit dem „Sportpark Wedau“. Im Süden befinden sich die Stadtteile Wanheim-Angerhausen, Buchholz und Wedau. Im Westen bildet der Rhein eine natürliche Grenze, der Stadtteil liegt rechtsrheinisch. Gegenüber auf der anderen Rheinseite liegt der Stadtbezirk Rheinhausen.

## Geschichte
Der Stadtteil Wanheimerort in Duisburg hat seinen Namen nach einer noch bis zum 18. Jahrhundert vorhandenen Rheininsel. Bis zur napoleonischen Zeit bildete er den südlichsten Zipfel des alten Herzogtums Kleve (von der Exklave Wanheim-Angerhausen abgesehen).
Noch zu Anfang des 19. Jahrhunderts war die gesamte Fläche vom Duisburger Stadtwald bedeckt. Die Rodung und Bebauung des Gebiets begann im Jahr 1841. Seit 1846 durchquert die Stammstrecke der Köln-Mindener Eisenbahn-Gesellschaft den Osten von Wanheimerort, die parallel dazu verlaufende frühere Bundesstraße 8 teilt den Stadtteil in zwei Hälften. Größere Industriebetriebe siedelten sich vor allem entlang des Rheins an, die Bevölkerungszahl wuchs dadurch rasch bis auf etwa 30.000 Menschen in der ersten Hälfte des 20. Jahrhunderts. In den 1970er Jahren wanderten viele Industriebetriebe ab und Arbeitsplätze gingen verloren.
1984 starben durch einen Brandanschlag sieben Menschen.

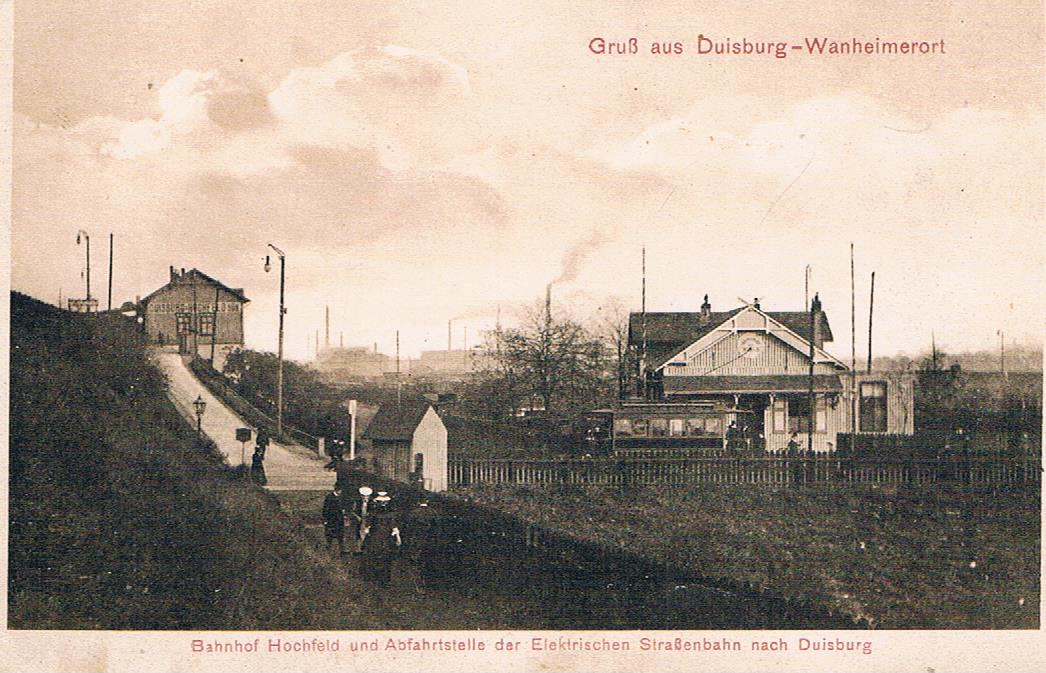
Bahnhof Duisburg-Hochfeld Süd und Straßenbahnhaltestelle an der Wanheimer Straße (vor 1927)
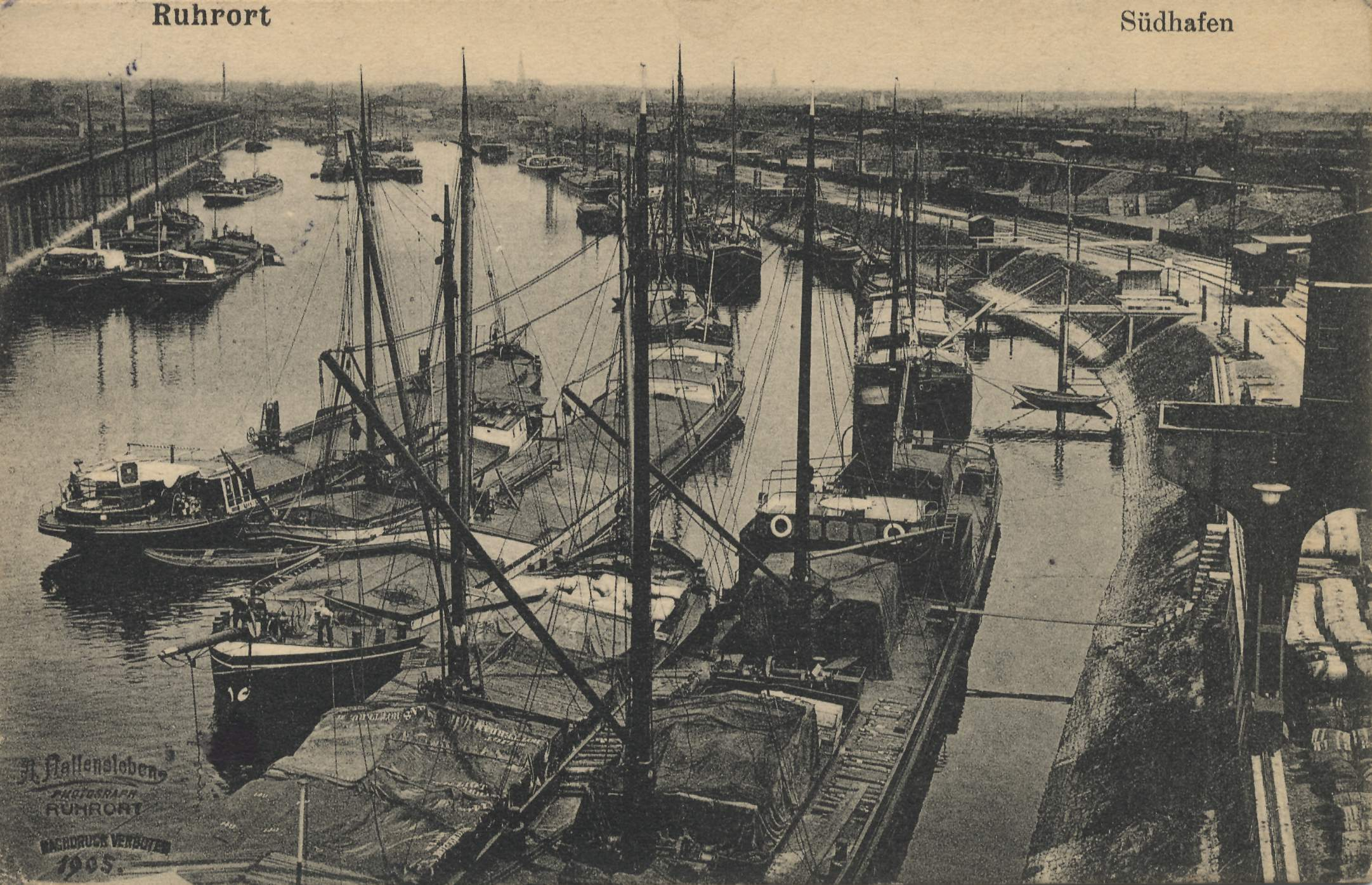
Duisburger Südhafen in Wanheimerort um 1905

## Heutiges Ortsbild

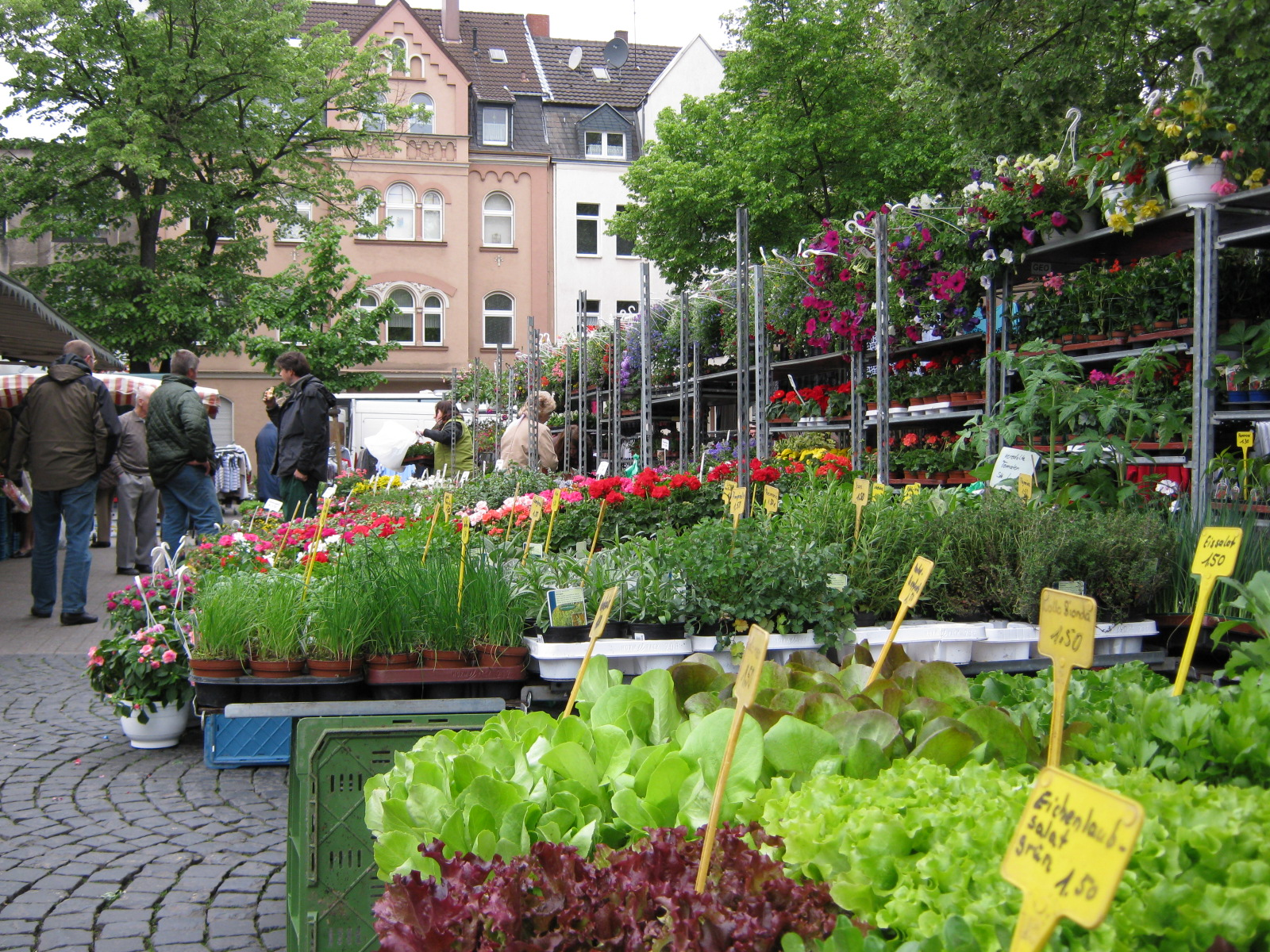
Wochenmarkt auf dem Michaelplatz

Der westliche Teil von Wanheimerort ist geprägt von Mehrfamilienhäusern, hier findet man auch kleinere und mittlere Industriebetriebe. Unterbrochen werden diese von sechs Kleingartenanlagen, die grüne Oasen bilden: KGV Am Rheintörchen, KGV Feldmark, KGV Fuchspfad, KGV Hardtmühle, KGV Heimaterde, KGV Grüner Winkel, KGV Kulturstrasse. Im östlichen Stadtteil wird das Bild durch kleinere Häuser, viel Grün und dem Zugang zum Stadtwald bestimmt.
Direkt an der Einkaufsmeile auf der Fischerstraße schließt sich der Michaelplatz an. Er ist der Mittelpunkt Wanheimerorts. Der Wochenmarkt findet dienstags und donnerstags statt. Mehrmals im Jahr finden in Wanheimerort Aktionen von Vereinen oder Organisationen statt, wie dem jährlichen „Tag der Vereine“ in der ersten Maihälfte, sowie Veranstaltungen des Schützenvereins etc.

## Sehenswertes

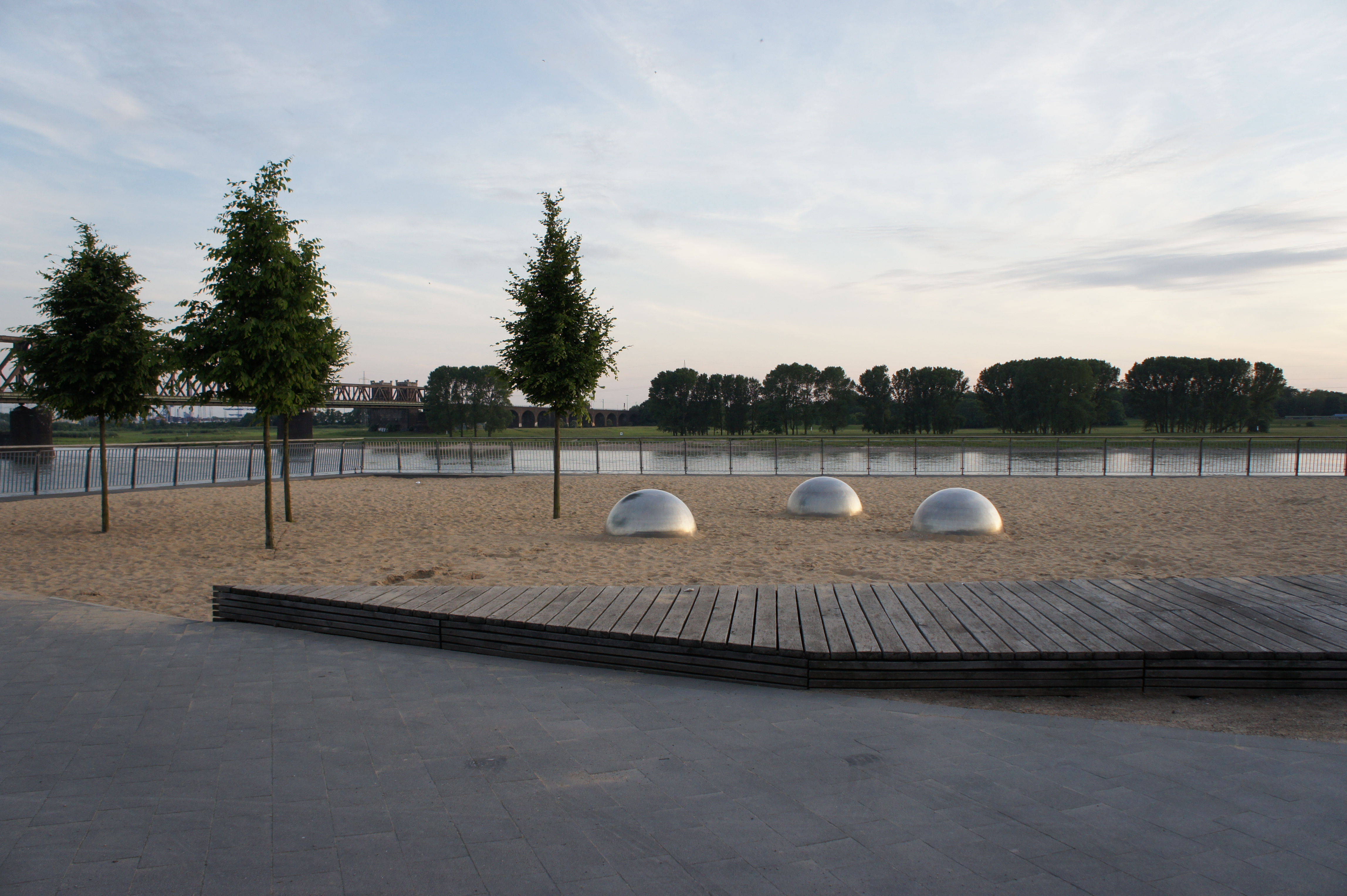
Sandstrand im Rheinpark

- Sandstrand im RheinparkDer Rheinpark mit seinem hohen Freizeitwert liegt teilweise (bis zur sehenswerten Eisenbahnbrücke) in Wanheimerort und bildet eine moderne städtebauliche Brücke in den Nachbarstadtteil Hochfeld.
- Direkt daneben findet sich der Wanheimerorter Kultushafen, in den auch ein Teil des Dickelsbachs mündet.
- Der Dickelsbach fließt in Wanheimerort teils renaturiert durch einen Teil des Stadtwalds und die Rehwiesen und die angrenzenden Siedlungen Tannenhof, Schützenhaus und die Dickelsbachsiedlung.

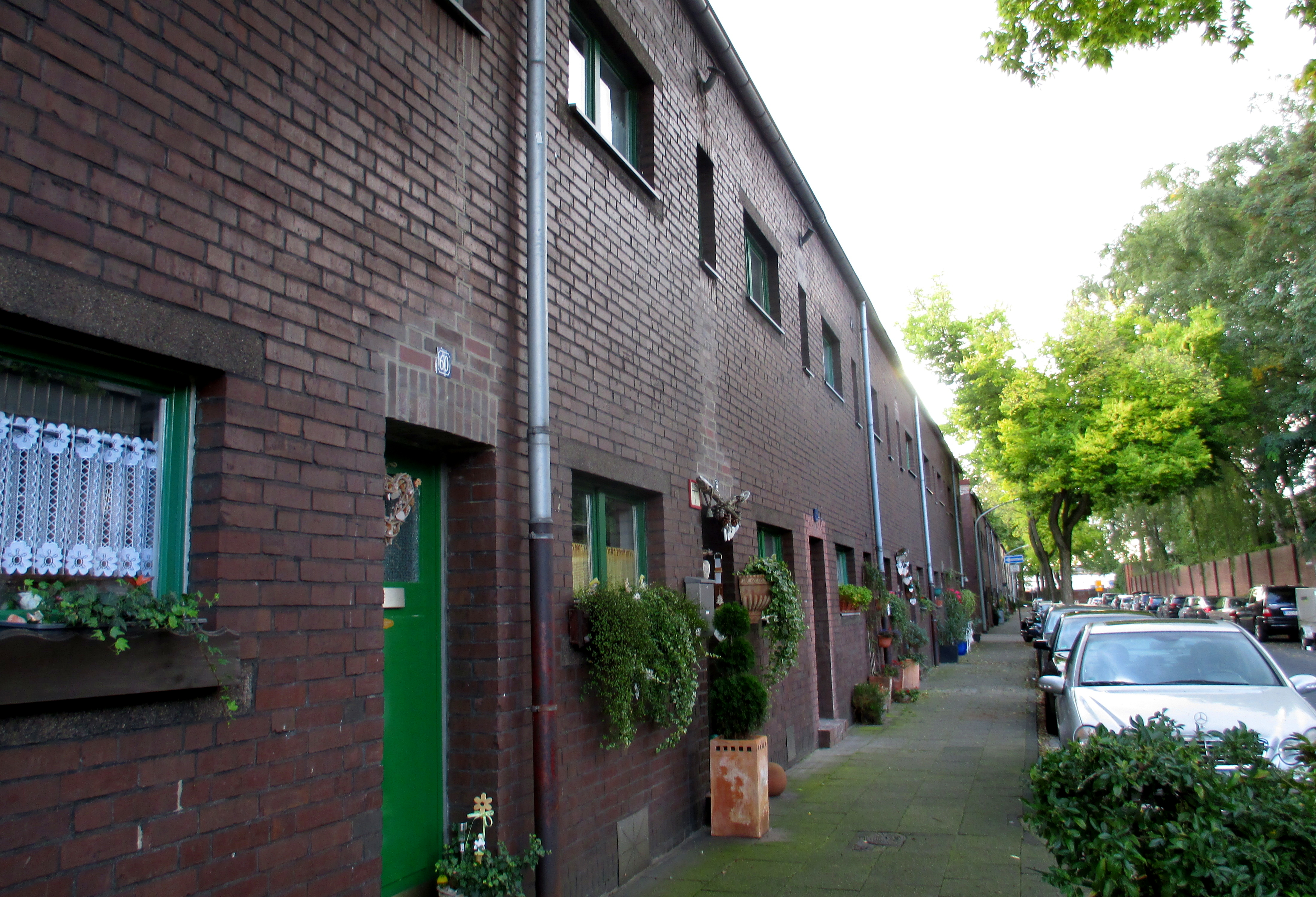
Dickelsbachsiedlung

- Dickelsbachsiedlung1926/1927 entstand die Dickelsbachsiedlung mit ihren schmalen Typenhäusern, die unter Denkmalschutz steht und Teil der Route der Industriekultur ist. Auch als Filmkulisse wurde die Siedlung schon genutzt: Ein Filmteam um Regisseur Florian Schönherr drehte hier Szenen zum Film „Bonanza“. Bereits in früheren Jahren fanden hier auch Dreharbeiten zum Duisburger Tatort mit Kommissar Schimanski (Götz George) statt.
- In der Dickelsbachsiedlung steht auch das Feuerwehrhaus der 1859 gegründeten Freiwilligen Feuerwehr Löschgruppe 102 Altstadt, der ältesten Freiwilligen Feuerwehr Nordrhein-Westfalens.
- Ebenfalls in der Dickelsbachsiedlung, im Gebäude der alten Polizeiwache an der Düsseldorfer Straße, ist der Kreisverband der SJD „Die Falken“ beheimatet.
- Am Posadowskyplatz befindet sich das Michael-Rodenstock-Haus, in dem die Ortsgruppe Duisburg der Industriegewerkschaft Bergbau, Chemie, Energie und das Wanheimerorter SPD-Rats-Stadtteilbüro ihren Sitz haben. Außerdem finden sich hier die beiden ersten Freifunk Knoten / Hotspots in Wanheimerort.

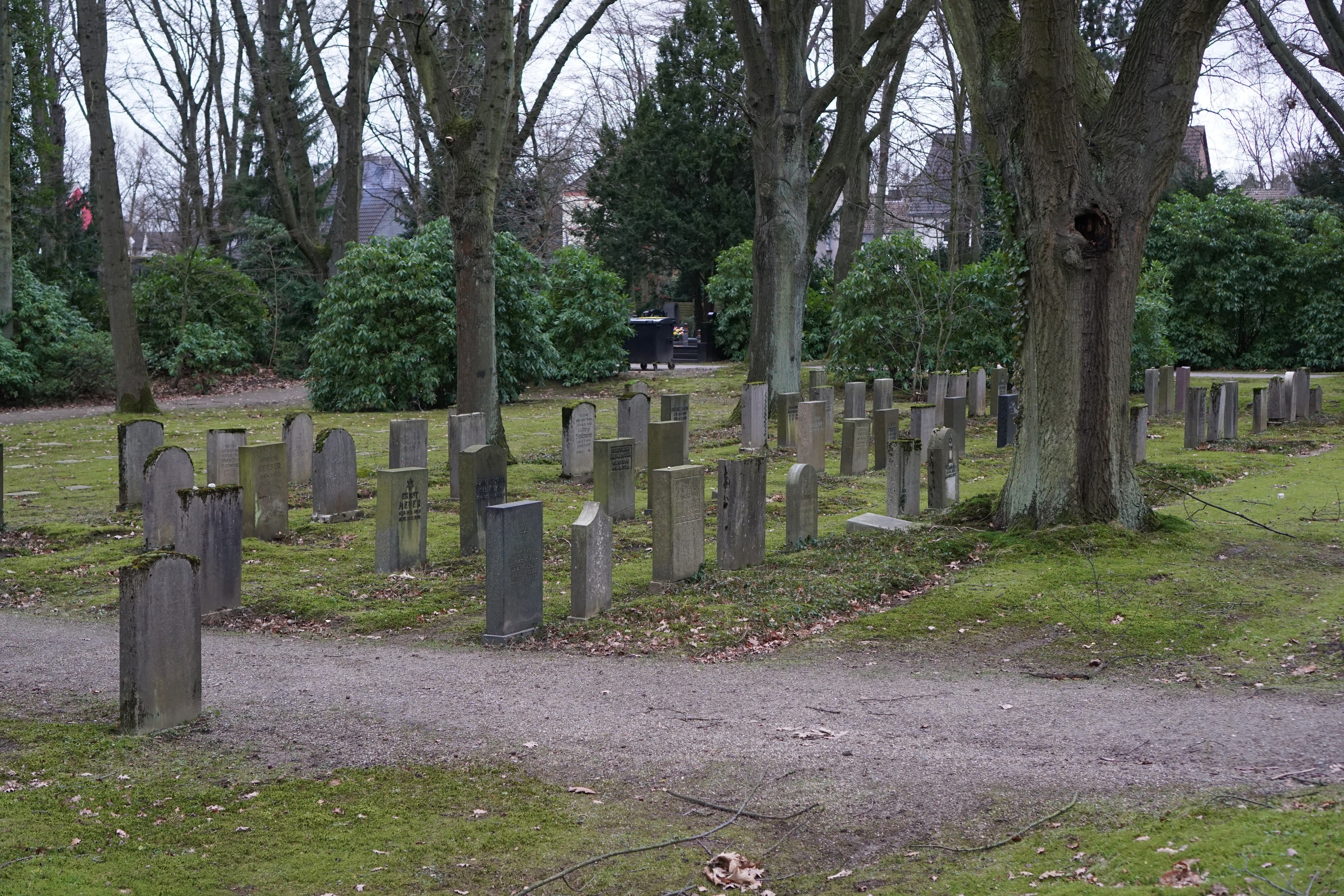
Jüdisches Grabfeld auf dem Waldfriedhof

- Jüdisches Grabfeld auf dem WaldfriedhofDer Waldfriedhof im Süden des Ortsteils ist der größte Friedhof in Duisburg. Er wurde als städtischer Friedhof Anfang der 1920er Jahre als Begräbnisstätte verschiedener Nationen und Glaubensrichtungen ausgerichtet. Neben den gängigen Reihen- und Wahlgräbern befinden sich auf dem Friedhof auch Grabfelder der jüdischen, griechisch-orthodoxen und muslimischen Gemeinde. Einige Gebäude und Abschnitte der Anlage stehen unter Denkmalschutz, darunter Gräber und Mauseleen prominenter Duisburger. Viele Mahnmale und besondere Grabfelder erinnern an die Opfer der NS-Zeit. Der Waldfriedhof ist mit einer gleichnamigen U-Bahn-Station an das öffentliche Verkehrsnetz angebunden.
- Im September 2006 wurde auf der Fischerstraße ein Denkmal des Bildhauers Arnd Sondermann eingeweiht. Es ist ein Geschenk des Wanheimerorter Bürgervereins von 1874 e. V. und zeigt die Zweiteilung des Stadtteils durch die Düsseldorfer Straße. Das die beiden Stelen verbindende Edelstahlkabel symbolisiert den Zusammenhalt und nimmt Bezug auf die beiden Kabelwerke, die früher im Stadtteil wichtige Wirtschaftsunternehmen waren.

Neben einigen älteren Häusern aus dem Historismus und dem Jugendstil gibt es auch zwei Luftschutz-Hochbunker im Stadtteil. Einer befindet sich an der Ecke Eschenstraße / Nikolaistraße, der andere an der Eberstraße. Beide Bunker dienen heute Hobbymusikern als Proberäume. Ein Tiefbunker befindet sich unter dem Michaelplatz, er wurde nach dem Zweiten Weltkrieg für den Katastrophenschutz hergerichtet. Der Bunker ist heute zugänglich und kann von Bürgern oder Passanten jederzeit betreten werden.

## Verkehrsanbindung
In Duisburg-Wanheimerort verkehrt u. a. die Straßenbahnlinie 903 der Duisburger Verkehrsgesellschaft (DVG) von Hüttenheim bis Dinslaken sowie die Stadtbahnlinie U 79 der Rheinbahn und der DVG von Düsseldorf bis Duisburg-Meiderich.
Am Haltepunkt Duisburg-Schlenk, der an der Bahnstrecke Köln–Duisburg liegt, verkehrt die S 1 von Dortmund Hauptbahnhof über Duisburg Hauptbahnhof und Düsseldorf Hauptbahnhof nach Solingen Hauptbahnhof.
Duisburg-Wanheimerort ist auch über die Abfahrt Nr. 13 an der Bundesautobahn 59 erschlossen.

## Schulen

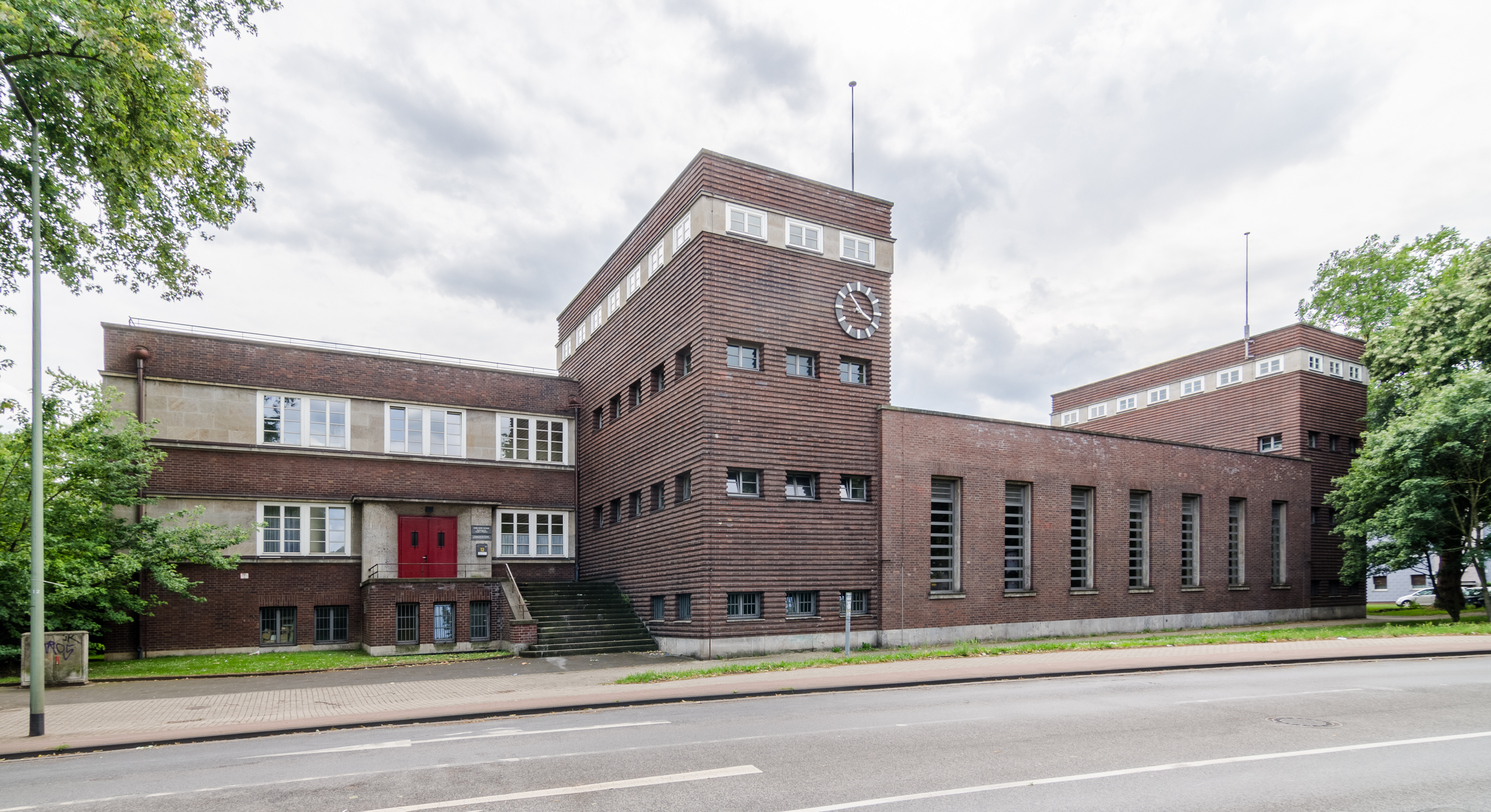
Karl-Lehr-Realschule

Der Stadtteil Wanheimerort in Duisburg besitzt zwei Gemeinschaftsgrundschulen (Habichtstraße und Eschenstraße) sowie eine katholische Grundschule (Eschenstraße). Weiterführende Schulen sind die Hauptschule an der Hitzestraße (Hitzeschule, Schulbetrieb seit Februar 2013 Gutenbergstraße / Altstadt) und die Karl-Lehr-Realschule an der Wacholderstraße. Außerdem gibt es eine Förderschule an der Eschenstraße sowie die Schule für hör- und sprachbehinderte Kinder an der Kranichstraße.

## Gesundheitsversorgung soziale Einrichtungen und Nahversorgung
In Wanheimerort sind neben dem von der Sana GmbH betriebenen Klinikum Duisburg an den Rehwiesen (Kalkweg) auch fast alle fachärztlichen Gebiete vertreten, derzeit mit Ausnahme einer Kinderarztpraxis. Zahlreiche integrative, soziale und psychosoziale Einrichtungen haben ihren Sitz im Stadtteil, so etwa Regenbogen Duisburg, Lebenshilfe, Caritas und nicht zuletzt die AWO, die neben ihrer modellhaften geriatrischen Facheinrichtung im Schlenk, am Kranichhof modernen altersgerechten Wohnraum und auch die Angebote der Familienbildungsstätte vorhält. Mitten im Zentrum des Stadtteils finden hier auch Beratungen und Integrationskurse statt. Der Träger ist hierbei in Duisburg führend. In unmittelbarer Nähe liegen zum einen die Fischerstraße und der Michaelplatz mit einem breiten Nahversorgungsangebot und zum andern der Schlenk und die Düsseldorfer Straße. An der zum Teil auch mit dem ÖPNV gut erreichbaren Kulturstraße haben sich Discounter angesiedelt. Außerdem finden sich im Bereich von Eschenstraße, Rheintörchenstraße und Forststraße weitere Lebensmittelmärkte, Bau-, Garten- und Möbelmärkte.
Das für Wanheimerort prägende Handwerk findet sich verteilt über den ganzen Stadtteil, mit seiner guten und vielfältigen Verkehrsanbindung.

## Kirchengemeinden und religiöse Gemeinschaften

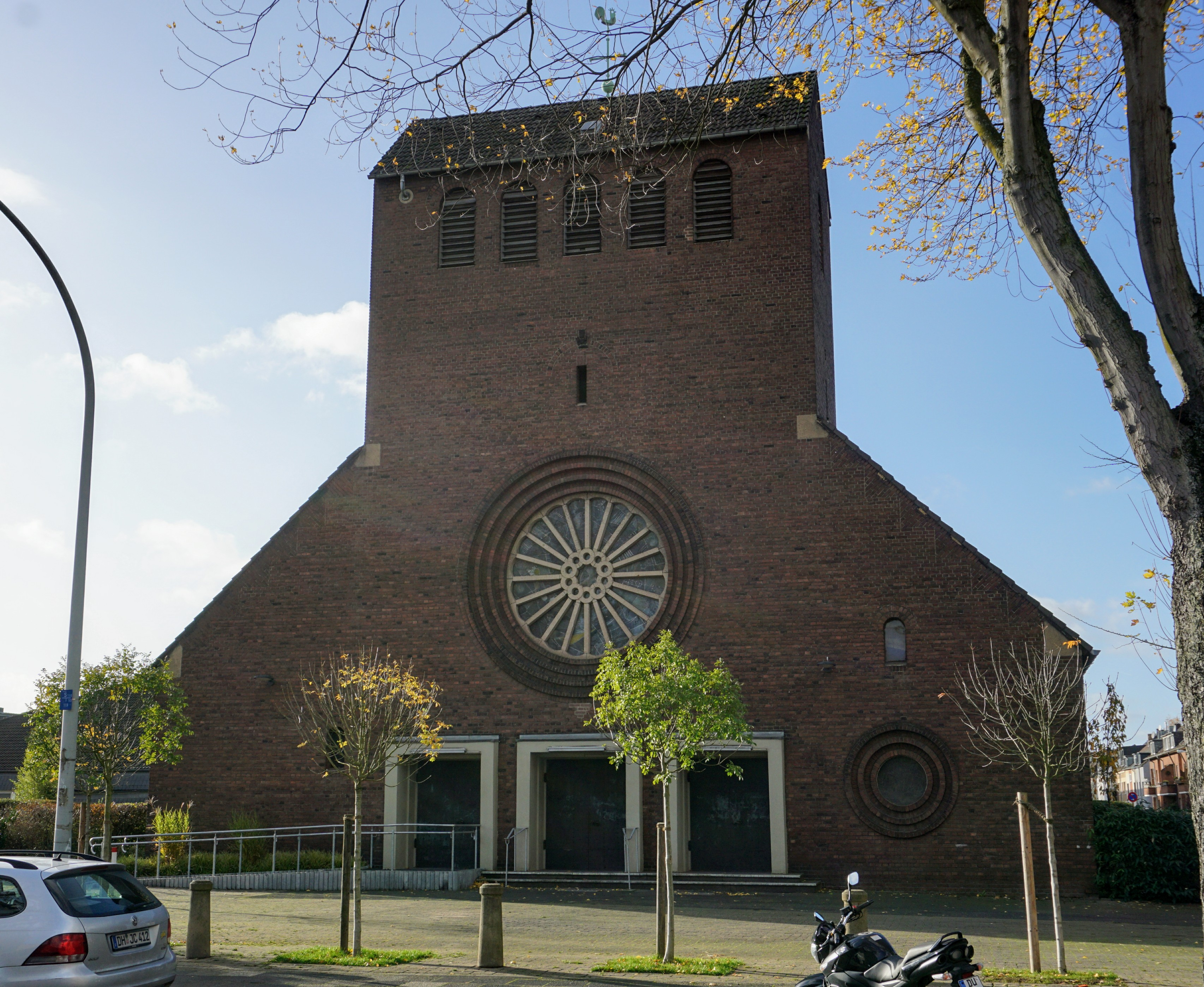
Katholische Kirche St. Petrus Canisius

Die römisch-katholische Gemeinde ist Teil großen Pfarrei Liebfrauen und besteht historisch aus den Bezirken um St. Michael und St. Petrus Canisius. Die evangelische Gemeinde Wanheimerort besteht aus dem 1. Bezirk mit der Gnadenkirche und dem 4. Bezirk mit dem Gemeindehaus Vogelsangplatz und hat zurzeit mehr als 4.000 Gemeindeglieder. Daneben gibt es noch mehrere freikirchliche Gemeinden: die Adventgemeinde Duisburg am Kalkweg, die Freie Evangelische Gemeinde an der Eschenstraße, die Gemeinde der Christen Ecclesia an der Fischerstraße.
Die islamische DITIB-Gemeinde hat eine Moschee an der Ecke Fischerstraße / Wanheimer Straße. Am 5. Oktober 2006 besuchten der Bundespräsident Horst Köhler und seine Frau Eva Luise Köhler die DITIB-Gemeinde in Wanheimerort.